# Ahmed Dhabaan
Ahmed Nabil Hazaea Dhabaan (Sana'a, 21 aprile 1984) è un calciatore yemenita, attaccante dell'Al Yarmook e della nazionale yemenita.

## Carriera

### Club
Ha sempre giocato nel campionato yemenita.

### Nazionale
Ha esordito in nazionale nel 2017 e preso parte alla Coppa d'Asia 2019.